# Burun, Doğubayazıt
Burun là một Thị trấn thuộc huyện Doğubayazıt, tỉnh Ağrı, Thổ Nhĩ Kỳ.